# Собор святих Володимира і Ольги (Чикаго)
Собор Святих Володимира і Ольги (англ. Sts. Volodymyr and Olha Ukrainian Catholic Church) — собор Української греко-католицької церкви, розташований у районі «Українське село» в Чикаго. Один з головних центрів Чиказької єпархії УГКЦ.

## Історія
Церква Святих Володимира і Ольги, під золотими куполами і оздоблена мозаїкою над входом, що зображує період прийняття християнства на Русі, є часткою України та української культури на американській землі.
Приход Святих Володимира і Ольги від початку свого заснування був релігійним бастіоном української громади в Сполучених Штатах. Церква є однією з визначних пам'яток «Українського села», історичного району в північно-західній частині міста.

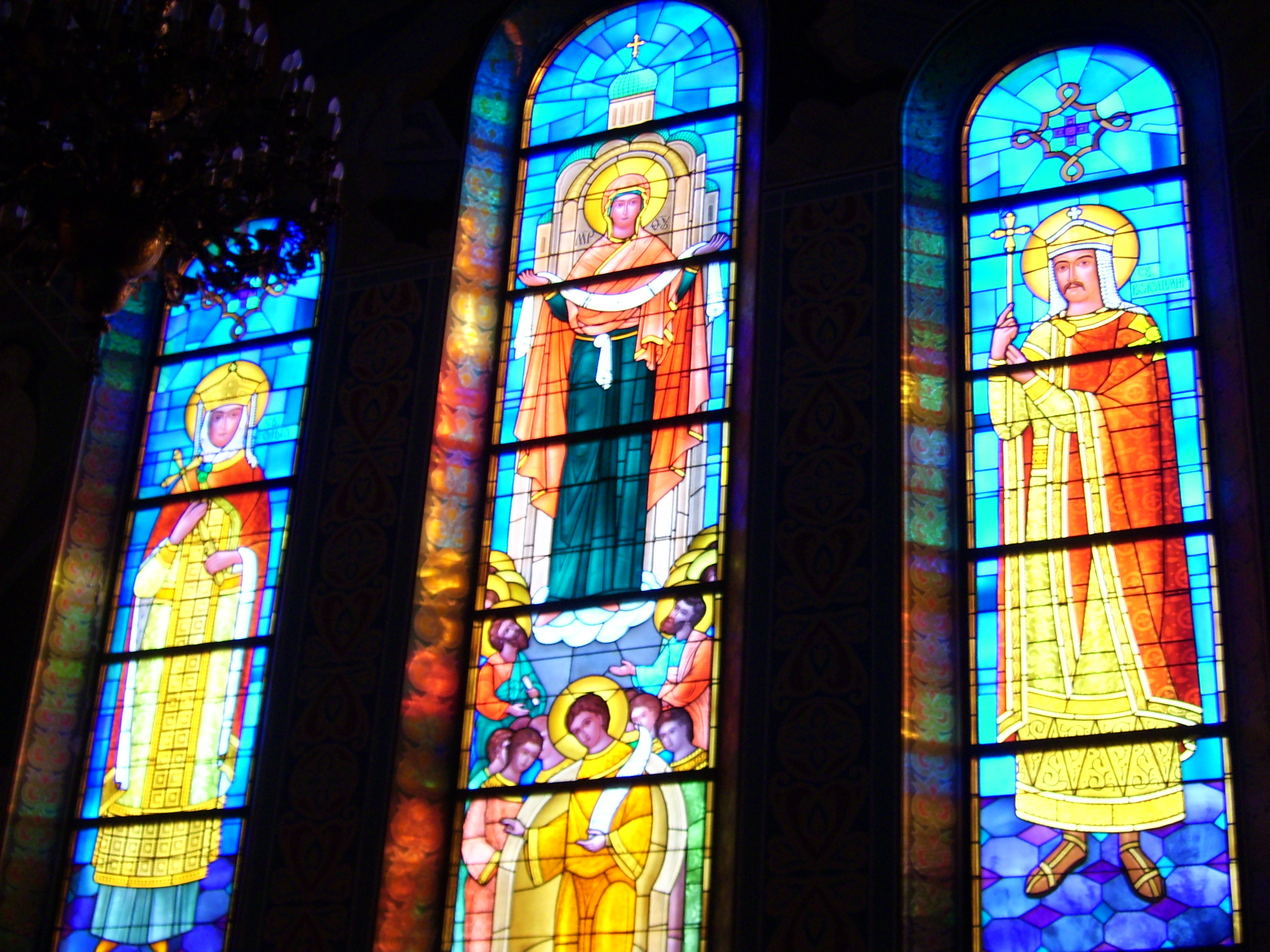
У соборі Св. Володимира та Ольги у Чикаго

Український католицький приход Святих Володимира і Ольги у Чикаго був заснований в 1968 році патріархом Йосифом Сліпим і єпископом Чиказької єпархії Ярославом Габро. Серед причин створення окремого приходу було прагнення зберегти і дотримуватися традицій Української греко-католицької церкви.
Будівництво нової церкви було завершено між 1971 і 1973 роками. Архітектор Ярослав Корсунський з Міннеаполіса розробив проект церкви, у якому використав візантійсько-український стиль XI—XIII століття в Україні. Церкви подібного стилю традиційно хрестоподібні, з вівтарем, зверненим до Сходу. Круглий золотий купол поряд з переважанням кругових узорів — також характерний для цього стилю.
Патріарх Йосиф Сліпий брав участь у всіх подіях, пов'язаних з розвитком свого приходу. 20 травня 1973 року патріарх Йосиф поблагословив наріжний камінь під будову цього собору..

## Український культурний центр
Український культурний центр при приході святих Володимира і Ольги був заснований для задоволення культурних потреб сучасної церковної спільноти, а також майбутніх поколінь американських українців. Будівництво цього комплексу було завершено в 1988 році. У 1989 році поряд з Українським культурним центром, в пам'ять про тисячолітті християнства в Україні, був встановлений пам'ятник Святих Володимира і Ольги.
У діяльності культурного центру беруть участь різні організації: мистецькі одиниці, наукові інституції, професійні та народні установи. Найбільш помітними з них є «Громовиця», «Українська школа танцю», «Український католицький університет», представники «Українського комітету Конгресу Америки». Беруть участь в діяльності центру також наукові організації, такі як «Українська енциклопедія», «Українська медицина» та інші. У Культурному центрі для української діаспори регулярно проводяться різні зустрічі і заходи.